# Premis del Sindicat Nacional de l'Espectacle de 1949
Els novens Premis Nacionals de Cinematografia concedits pel Sindicat Nacional de l'Espectacle corresponents a 1949 es van concedir el 1950. Es va concedir únicament a les pel·lícules i no pas al director o als artistes, i es va distingir per la seva dotació econòmica. Es van repartir un total de 2.250.000 pessetes, repartits en un premi de 500.000 pessetes, un de 450.000 pessetes, un de 400.000 pessetes, un de 350.000 pessetes, un de 300.000 pessetes i un altre de 250.000 pessetes. En aquesta edició, a més, es va entregar un accèssit especial de 250.000 pessetes. Algunes d'elles havien estat declarades "d'interès nacional".

## Guardonats de 1949
| Categoria | Premi       | Pel·lícula premiada      | Director                   |
| --------- | ----------- | ------------------------ | -------------------------- |
| 1r. lloc  | 500.000 pts | La mies es mucha         | José Luis Sáenz de Heredia |
| 2n lloc   | 450.000 pts | El santuario no se rinde | Arturo Ruiz Castillo       |
| 3r lloc   | 400.000 pts | Currito de la Cruz       | Luis Lucia Mingarro        |
| 4t lloc   | 350.000 pts | La niña de Luzmela       | Ricardo Gascón             |
| 5è lloc   | 300.000 pts | Una mujer cualquiera     | Rafael Gil                 |
| 6è lloc   | 250.000 pts | Mi adorado Juan          | Jerónimo Mihura Santos     |
| Accèssit  | 250.000 pts | Neutralidad              | Eusebio Fernández Ardavín  |